# Wogmeer
Wogmeer  is een dorp in de gemeente Koggenland, in de Nederlandse provincie Noord-Holland. Het dorp heeft 290 inwoners (2008).

## Geschiedenis
De drooglegging van de polder de Wogmeer werd gestart in 1608 en voltooid in 1609 onder het toeziend oog van de Alkmaarse landmeter Gerrit Dirksz Langedijk. De belangrijkste financier van het project was Jacob van Duvenvoorde (1574-1623), heer van Obdam en Hensbroek. Een van de zes molens die bij de drooglegging gebruikt is, genaamd Nieuw Leven, staat nog steeds op de westzijde van de ruim 12 km lange dijk die om de Wogmeer ligt. De polder, die ingeklemd ligt tussen de dorpen Spierdijk, Ursem, Hensbroek en Obdam, is 680 hectare groot. Het meeste land wordt gebruikt voor bloembollenteelt, akkerbouw en voedselwinning ten behoeve van de veeteelt.
Van 1979 tot 2007 behoorde het tot twee gemeentes, de gemeenten Obdam en Wester-Koggenland, daarvoor behoorde het tot de gemeente Obdam en Hensbroek.